# À la poursuite de maman
À la poursuite de maman (Дотянуться до мамы, Dotyanutsya do mamy) est un moyen métrage russe réalisé par Olga Tomenko, sorti en 2011.

## Synopsis
Dans la banlieue d'un important port des régions les plus septentrionales de la Russie, Katia et Séva les enfants, Nina et Sacha les parents, font survivre la famille en allant pêcher. Ils habitent dans une maison en bois confortable qui les protège du climat rigoureux mais ne les empêche pas d'entendre l'océan quand il est de mauvaise humeur.
Le papa assez « cool » assiste calmement à l'agitation fébrile de son épouse qui veut s'occuper de tout et donner son avis sur tout. Katia, la cadette procure beaucoup de soucis à sa mère car parfois elle est dans le deni et se cache pour ne pas être sans cesse harcelée par une mère qui ne peut l'aimer autrement parce que trop angoissée. Alors que son père essaie d'adoucir les angles, son frère la taquine, en rajoute pour s'amuser : initié, il est l'aîné et sait profiter des situations.
Après un dîner particulièrement tendu, Katia, qui vient de récupérer trois chiots, prie pour que Dieu inflige à sa mère tous les châtiments que sa culture religieuse ou pas lui a enseignés.
La nuit venue, son père et sa mère partent à la pêche et l'opposante farouche redevient la petite fille qui a peur quand ses parents ne sont pas là. La tempête se lève et ayant hérité des angoisses de sa maman, ne supportant plus son incertitude sur le sort de ses parents, elle se lève, va sur le rivage pour essayer d'apercevoir la barque de la famille et prie en suppliant le Seigneur d'effacer toutes les mauvaises pensées qu'elle a exprimées dans sa prière précédente. Son chien, fidèlement l'accompagne mais Katia se montre aussi farouche envers le pauvre animal que sa mère l'est envers elle. Enfin elle rentre à la maison se coucher et le lendemain, au lever elle découvre que ses parents sont revenus...
Et les enfants repartent à l'école après avoir subi le stress maternel qui fait partie des préparatifs du départ.

## Fiche technique
- Titre : À la poursuite de maman
- Titre original : Дотянуться до мамы (Dotyanutsya do mamy)
- Réalisation et scénario : Olga Tomenko
- Décors : Maria Outrobina
- Photographie : Vsevolod Kaptour et Guennadi Meder
- Assistants opérateur : Ian Jarskih, Dimitri Piatine et Pavel Zaynabetdinov
- Son : Andreï Kireev, Nina Nikich et Ivan Sevastianov
- Musique : Ivan Sevastianov
- Production : VGIK
- Format : couleur - 35 mm
- Genre : film psychologique
- Durée : 33 minutes

## Distribution
- Svetlana Krioutchkova : Katia, la fille
- Victoria Krioutchkova : Katia, la fille
- Elena Liamina : Nina, la mère
- Dmitri Moukhamadeev : Sacha, le père
- Sergueï Mouraviev : Seva, le fils

## Distinctions
- 2011 : Kinotavr : mention spéciale
- 2011 : Projeté le 3 décembre aux 34e Rencontres Henri Langlois de Poitiers : le 11 décembre prix du jury étudiant, prix de la mise en scène et prix découverte du Syndicat français de la Critique de Cinéma au Festival international des écoles de cinéma.
- 2011 : Prix du public au Festival des courts métrages, Artkino, à Moscou.
- 2011 : Deuxième meilleur film de fiction au festival ouvert des films d'étudiants et de débutants, Sainte Anne, à Moscou.
- 2012 : Projeté le 26 janvier au Festival Premiers Plans d'Angers : mention spéciale.

## Autour du film
- Ce court métrage réalisé pour sanctionner la fin de ses études au VGIK lui a permis d'obtenir son diplôme en 2010.
- La sœur de la jeune héroïne interprète son double d'où deux fois Katia dans la distribution.